# IK Frej
IK Frej är en idrottsförening från Täby kyrkby i Täby kommun utanför Stockholm. Föreningen bildades 5 februari 1968. IK Frej hade 2017 fler än 2 000 medlemmar, varav de flesta är verksamma inom fotbollen. 
Under säsongen 2014 kvalificerade sig IK Frejs herrlag för första gången för spel i Superettan. 
IK Frejs damlag återuppstartades 2020 och har klättrat två divisioner på två år.
Klubbens övriga sektion är innebandy.

## Historik
IK Frej grundades den 5 februari 1968 av Kai Andersson och Åke Berghagen som en utveckling av kvarters/ishockey -laget "Kyrkråttorna" i Täby kyrkby. Initiativtagare och ledare för "Kyrkråttorna" var Leif Andersson. Först anmäldes ett ishockeylag till S:t Erikscupen och sedan fyra pojklag i fotboll. Enligt stadgarna är klubbens mål "att främja idrotts- och fritidsverksamheten främst bland barn och ungdom, i första hand boende i Täby Kyrkby". Klubbens emblem togs fram av Kai Andersson med Jarlabankes staty utanför Täby kommunalhus som inspiration. Förlagan till emblemet finns på IK Frejs kansli på Vikingavallen i Täby Kyrkby.
Klubbens verksamhetsområden har genom åren varierat: fotboll, ishockey, bordtennis, bingo, hobbyverksamhet, handboll, gymnastik, petanque (=boule), volleyboll, badminton, eftermiddagsverksamhet för barn, förmiddagsverksamhet för föräldrar med småbarn, frimärkssamlande, basket, schack, jazzdans, foto, friidrott och innebandy har ingått. Ishockeysektionen lades ned 1995, sedan klubben 10 år tidigare fått avslag på en konstfryst isbana, vilket ledde till att spelare bytte klubb och nyrekryteringen avstannade. Boulesektionen lades ned 2009. 

## Herrlaget
IK Frej:s herrlag gick in i det nationella seriespelet 1974. Länge höll sig klubben i de lägre divisionerna men 2010 vann laget Division 2 och gick därmed upp i Division 1 Norra, tredjedivisionen i svensk fotboll. År 2014 tog klubben för första gången någonsin klivet upp i superettan. I den sista omgången i norrettan tog IK Frej poängen som krävdes, då de fick med sig 1-1 i bortamötet mot IK Brage och knep andraplatsen bakom AFC United. I kvalet till superettan ställdes IK Frej mot Östers IF. Hemma på Vikingavallen den 6 november vann IK Frej med 3-0 sedan Christophe Lallet, Pontus Silfwer och Sasa Plavic gjort målen. I returen i Växjö den 9 november förlorade Frej sedan med 2-3 men knep trots det superettanplatsen med totalt 5-3.

### Säsongen 2015
Den historiska första matchen i superettan, mot Jönköpings Södra IF den 6 april 2015, slutade med en 0-1-förlust men IK Frej kunde notera ett nytt publikrekord på Vikingavallen då 1 647 åskådare kom till matchen. Debutsäsongen slutade till sist med en 14:e plats. I den sista omgången besegrades IFK Värnamo med 1-0 sedan Johannes Gustafsson gjort matchens enda mål, vilket innebar att IK Frej säkrade en kvalplats. I kvalet väntade ett Stockholmsderby mot Akropolis IF, som slutat tvåa i norrettan. Väl i kvalet visade sig Frej vara det starkare laget. Via två stycken 1-0-segrar, sedan Christophe Lallet gjort de enda målen i matcherna, säkrades nytt kontrakt i superettan. Hemmamötet mot Akropolis IF innebar även att publikrekordet putsades till 2 012 åskådare.

### Säsongen 2016
Säsongen 2016 lyfte IK Frej i tabellen trots tunga sommarförluster. Halvvägs in på säsongen lämnade den assisterande tränaren Joel Riddez för seriekonkurrenten Assyriska FF medan succéspelaren Oke Akpoveta, som stått för tio mål under säsongens första halva, såldes till en annan konkurrent i form av Dalkurd FF. Frej slutade till sist på en 10:e plats och hade sex poäng ner till kvalstrecket.

### Säsongen 2017
Halvvägs in på den tredje säsongen i superettan, 2017, kom beskedet att succétränaren Bartosz Grzelak, som lett upp klubben i superettan och sedan säkrat kontraktet två år i rad, lämnar Frej. Det för att bli assisterande tränare i AIK. Som ersättare hämtade klubben in Roberth Björknesjö. Frej befann sig då i ett prekärt läge och parkerade näst sist i tabellen. En stark höst gjorde dock att klubben tog sig upp på en 14:e plats och återkval. Liksom två år tidigare ställdes Frej mot Akropolis IF i kvalet. Efter 1-1 på bortaplan, sedan Martin Falkeborn gjort mål för Frej, slutade det 0-0 på Vikingavallen. Därmed säkrade IK Frej nytt kontrakt i kraft av fler gjorda bortamål. Under året hade klubben även dragits med ekonomiska problem, men kort efter kvaltriumfen kom beskedet att IK Frej beviljades elitlicens för säsongen 2018 och superettanstatusen var därmed säkrad.

### Säsongen 2018
Bara ett år efter att Roberth Björknesjö anslutit till Frej lämnade han klubben för allsvenska IF Brommapojkarna och för andra året i rad tvingades IK Frej till ett tränarbyte mitt i säsongen. Trots det stod klubben för sin bästa säsong i historien, men det var först i den sista omgången av superettan 2018 som IK Frej säkrade nytt kontrakt. De besegrade då IFK Värnamo med 1-0, sedan Mattias Bouvin gjort matchens enda mål, och tog sig upp på en slutlig niondeplats i tabellen. Under säsongen hade Frej ett samarbete med Hammarby IF och efter att kontraktet säkrats meddelades det att klubbarna skulle fördjupa samarbetet. Inför säsongen 2019 hämtades därför Stefan Olsson och Lukas Syberyjski in som ny tränarduo från Hammarbys U19, samtidigt som föreningarna blev partnerklubbar, vilket möjliggjorde för ett stort antal spelare att gå på lån från Hammarby IF till Frej.

### Säsongen 2019
I Superettan 2019 slutade man på 14:e plats vilket innebar kval mot västerbottningarna Umeå FC; ett kval som Umeå FC vann genom att i första matchen spela 1-1 hemma och sedan 2-2 på Vikingavallen i Täby. Detta gjorde att Umeå vann kvalet på fler gjorda bortamål och IK Frej Täby degraderades därmed till Division 1 till säsongen 2020.

### Säsongen 2020
IK Frej slutade på 9:e plats efter säsongen 2020. Hammarby TFF övertog Frejs plats i division 1 och IK Frej FF (nytt herrlag) övertog HTFF:s plats i fyran (annars hade Frej fått börja om i division 7).

### Säsongen 2021
Säsongen 2021 spelar IK Frej FF i Division 4 norra Stockholm. Slutade på 2:a plats efter en förkortad säsong (pga coronaviruset).

### Säsongen 2022
Andra säsongen i Division 4 slutade med serieseger och uppflyttning till Division 3. Efter säsongen tackade tränaren Daniel Lundkvist för sig och Alni Sharifpour tar över inför Division 3 2023.

### Säsongen 2023
Första säsongen i Division 3 Norra Svealand slutade med en åttonde plats och fortsatt spel i trean. Laget inledde piggt och låg på övre halvan i början av säsongen, men vid sommaruppehållet så låg man nära nedflyttning. Laget tog sig samman och tog sig över strecket för kval innan säsongen var slut.

## Tabellplaceringar
| Säsong | Nivå   | Division   | Sektion         | Placering | Upp- eller nedflyttning                     |
| ------ | ------ | ---------- | --------------- | --------- | ------------------------------------------- |
| 2007   | Nivå 4 | Division 2 | Norra Svealand  | 4         |                                             |
| 2008   | Nivå 4 | Division 2 | Norra Svealand  | 7         |                                             |
| 2009   | Nivå 4 | Division 2 | Norra Svealand  | 3         |                                             |
| 2010   | Nivå 4 | Division 2 | Norra Svealand  | 1         | Uppflyttning                                |
| 2011   | Nivå 3 | Division 1 | Norra           | 8         |                                             |
| 2012   | Nivå 3 | Division 1 | Norra           | 5         |                                             |
| 2013   | Nivå 3 | Division 1 | Norra           | 8         |                                             |
| 2014   | Nivå 3 | Division 1 | Norra           | 2         | Kvalspel för uppflyttning - Uppflyttning    |
| 2015   | Nivå 2 | Superettan |                 | 14        | Kvalspel för nedflyttning - Ej nedflyttning |
| 2016   | Nivå 2 | Superettan |                 | 10        |                                             |
| 2017   | Nivå 2 | Superettan |                 | 14        | Kvalspel för nedflyttning - Ej nedflyttning |
| 2018   | Nivå 2 | Superettan |                 | 9         |                                             |
| 2019   | Nivå 2 | Superettan |                 | 14        | Kvalspel för nedflyttning - Nedflyttning    |
| 2020   | Nivå 3 | Division 1 | Norra           | 9         |                                             |
| 2021   | Nivå 6 | Division 4 | Norra Stockholm | 2         |                                             |
| 2022   | Nivå 6 | Division 4 | Norra Stockholm | 1         | Uppflyttning                                |
| 2023   | Nivå 5 | Division 3 | Norra Svealand  | 8         |                                             |
| 2024   | Nivå 5 | Division 3 | Norra Svealand  | 6         |                                             |

## Svenska cupen
IK Frej vann Stockholm Cup säsongen 2005-2006.  Prissumman: 40 000 kr.
Segern i Stockholm Cup 2006 gjorde att IK Frej kvalificerade sig för spel i Svenska cupen 2007.

## Damlaget
IK Frej Täby Damlag hemsida

### 2018
Laget spelade i Dam Div 4A.

### 2019
Till säsongen 2019 las damlaget ner p.g.a. spelarbrist.

### 2020
7st juniorspelare (02 och 03) som varit på avstickare i andra klubbar kom tillbaka till klubben och man anmälde sig till dam igen för att starta om och kunna komma upp i nivå till dess att man skapar ett helt eget damlag. Det var de mest lovande juniorerna som spelade dessa matcher och de lyckades ta sig från div 5 till div 4 efter en andraplats och en förlust, mot Lidingö. Laget leddes av huvudtränare Farid Nakhost under 2020.

### 2021
Spel i div 4 under ledning av erfarne tränaren Kalle Ekstam. Man förväntade sig ett tuff år och hade en stor trupp damjuniorer på ca. 50 spelare där de mest lovande prioriterades att spela dam-matcherna. Året slutade med att man efter 9 matcher hade en målskillnad på 67-3 och vinst i alla matcher och en otrolig kvalitet i spelet.
Assistdrottning blev Amelie Barré, forward, född 03 - med 11 assister på 9 matcher. (Gjorde även 12 mål)
Skyttedrottningar blev Elin Westlund, forward, född 05 och Clara Henriksson, forward, född 03 - med imponerade 19 mål var på 9 matcher. 
Elin Westlund blev med sina 19 mål och 7 assister lagets poängdrottning under 2021 trots sin unga ålder.
Tabell och resultat

### 2022
Nu väntas spel i div 3 under 2022 och man separerar dam- och juniorlag. Det verkar inte kommit ut något officiellt om vilka spelare som tillhör damtruppen, men det vi vet är att möjligheterna att gå bra i division 3 är stora.

## Fotbollsframgångar
- Segrare i S:t Erikscupen: pojkar 76 (1992), flickor 80 (1993), pojkar 17år (2002).
- Herrlaget kvalificerade för spel i div. 2 (2005 och 2007)
- Herrlaget kvalificerade för spel i div. 1 (2010)
- Stockholm Cup-mästare (2006).
- Herrlaget kvalificerade för spel i Superettan (2014).
- Allsvenskan vinnare: pojkar 17år (2022)

## Övriga sektioner

### Innebandy
17 olika åldersklasser har innebandysektionen igång. 

### Bordtennis
Tidigare har föreningen bedrivit lätt träning för ungdomar och ett samarbete med IFK Täby för tävlingsspel. Denna verksamhet är inte längre aktiv.

### Boule
Boulesektionen lades ned 2009. De arrangerade också evenemang som majbrasan i Täby kyrkby och andra evenemang.

## Anläggningar
IK Frejs verksamhet bedrivs i första hand på Vikingavallen (Täby IP). Innebandyn använder sig i första hand av bollhallen, men även av flera andra hallar i närområdet.
Klubben har sedan 1981 en klubbstuga med kansli på Vikingavallen, kallad Frejknuten. Det var ett cafe, men nu har ett nytt cafe byggt kallat frej knuten sedan 2020.
Klubben har sedan 2008 en fullstor konstgräsplan, samt mindre konstgräsplaner för 7- och 5-manna. Förutom denna plan finns det en fullstor grusplan och en mindre grusplan. Klubben har också en halvstor bollhall, som används för innebandy och fotbollsträning och annat under vinterhalvåret. Bollhallen har sedan 2008 renoverats med ett multisportgolv. 